# Михаило (син логотета Анастасија)
Михаило (умро после 1058) је био византијски патрикије, магистар и дукс теме Драча. 

## Биографија
Скилица бележи да је Михаилов отац био логотет Анастасије. По гушењу устанка Петра Дељана, цар Константин IX је послао Михаила да угуши устанак кнеза Војислава. Јован Скилица пише да је војску чинило 60.000 људи под патрикијем Михаилом који није имао великог војничког искуства. Продро је у Војислављеву државу пустошећу пределе које је освајао. Војислав га је пропуштао запоседајући теснаце кроз које ће византијска војска морати да прође у повратку. Патрикије Михаило је у повратку упао у заседу у једном кланцу. Војска му је страдала од стрела и камења којим су их засипали устаници. Погинуло је две трећине војске. Остали су, кријући се по жбуњу и шумама, успели да се повуку са непријатељске територије. Са њима је био и Михаило поделивши њихову судбину. 
Михаило је 1048. године био стратег Паристриона, теме коју је основао цар Василије Бугароубица након реокупације Балкана 1018. године. Умро је после 1058. године.